# 清水与志雄
清水 与志雄（しみず よしお、1954年- ）は、日本基督教団の正教師（牧師）である。福島県西白河郡の日本基督教団川谷教会で主任牧師を務める。祖父は桜美林学園創立者の清水安三。

## 略歴
1954年小田原市の病院にて出生。開校して間もない都立の全寮制男子高等学校秋川高校に入学し、その頃から人生の目的を見い出せずに悩む。統一協会に勧誘され、卒業後桜美林大学経済学部に進み「ホーム生活」をするようになる。
祖父が著名な牧師であったことから、神学研究の思いやみがたく、同志社大学神学部に転入する。当初は統一協会員として学んでいたが、真の神イエス・キリストへの「回心体験」をして脱会した。
その後数年間、「自分ははたして何をしたかったのか」と自問自答する中で「神への献身」を決心。同志社大学大学院の神学研究科へ進み博士課程前期修了、後期課程中途退学。卒業後は桜美林学園に勤務した。

## 牧会
伝道師の准允を受けるのと同時期から統一協会問題の相談を受けるようになり、爾来「天意として受けとめライフ・ワークと考え」取り組んできた。
群馬県太田市の太田八幡教会、愛知県名古屋市の名古屋東教会、埼玉県行田市の行田教会を牧会し、2020年4月からは日本基督教団川谷教会の主任牧師および川谷保育園の園長を務める。
これまで牧会した中で思い出深かった教会として名古屋東教会を挙げ、「当時、子どもたちの養育費だけでなく、牧師館の購入資金を献金するために、わたしどもは什一献金のほかに、牧師館購入献金を献げるため、夫婦でいくつもの仕事をしていました。」と仙台東教会報「風媒花通信」で振り返っている。

## 統一教会からの脱会支援活動
1990年代から統一協会からの脱会を支援する活動を始めた。1992年2月、日本基督教団西尾教会の杉本誠牧師から、山﨑浩子の脱会の協力を求められ、同年3月、名古屋市のマンションの一室で杉本とともに山﨑の説得に当たった。宿谷麻子、高須美佐、小林宗一郎、アントール美津子、田上京子（仮名）、今利理絵、樹村（仮名）の息子、キヨミを説得したとされる。

## 訴訟と報道
今利理絵は1999年に清水と両親を提訴するも一審・二審敗訴、2006年3月に最高裁で和解した。アントール美津子も1999年に清水と両親を提訴するも一審、二審、最高裁全て敗訴した。
2010年10月放送の韓国のテレビ局SBSによる《ニュース追跡》「統一教会信者拉致監禁事件―キヨミ13年ぶりの帰郷」で取材を受ける。この放送は偏向報道であると清水は主張する。
2012年文鮮明死去に際しては、ドイツ公共放送ARDのニュース番組でコメントが放送された。